# Бакури (Мараньян)

Бакури на карте штата.

Бакури (порт. Bacuri) — муниципалитет в Бразилии, входит в штат Мараньян. Составная часть мезорегиона Север штата Мараньян. Входит в экономико-статистический микрорегион Литорал-Осидентал-Мараньенси. Население составляет 16 604 человека на 2010 год. Занимает площадь 823,723 км². Плотность населения — 20,16 чел./км².

## Демография
Согласно сведениям, собранным в ходе переписи 2010 г. Национальным институтом географии и статистики (IBGE), население муниципалитета составляет:
| Полное население                               | Полное население                               | Полное население                               | Полное население                               | 16 604 |
| ---------------------------------------------- | ---------------------------------------------- | ---------------------------------------------- | ---------------------------------------------- | ------ |
| в том числе:                                   | Городское население                            | 8686                                           | Процент городского населения, %                | 52,31  |
|                                                | Сельское население                             | 7918                                           | Процент сельского населения, %                 | 47,69  |
|                                                | Мужское население                              | 8487                                           | Процент мужского населения, %                  | 51,11  |
|                                                | Женское население                              | 8117                                           | Процент женского населения, %                  | 48,89  |
| Плотность населения, чел/км²                   | Плотность населения, чел/км²                   | Плотность населения, чел/км²                   | Плотность населения, чел/км²                   | 20,16  |
| Население муниципалитета в % к населению штата | Население муниципалитета в % к населению штата | Население муниципалитета в % к населению штата | Население муниципалитета в % к населению штата | 0,25   |

По данным оценки 2016 года, население муниципалитета составляет 17 335 жителей.

## Статистика
- Валовой внутренний продукт на 2014 год составляет 87 169 реалов (данные: Бразильский институт географии и статистики)[1].
- Валовой внутренний продукт на душу населения на 2014 год составляет 5044,48 реала (данные: Бразильский институт географии и статистики)[1].
- Индекс человеческого развития на 2010 год составляет 0,578 (данные: Программа развития ООН)[2].